# Hashiguchi Goyō
Hashiguchi Goyō (橋口 五葉, 1880 - 1921) est un artiste japonais.

## Biographie

### Enfance et formation (1880-1905)
Hashiguchi Kiyoshi est né en 1880 à Kagoshima. Son père, Hashiguchi Kanemizu, était samouraï et peintre amateur dans le style Shijo. Ce dernier embaucha un professeur de peinture Kano en 1899 lorsque Kiyoshi eut dix ans. Kiyoshi intégra ensuite l'École des Beaux Arts de Tokyo, dont il sortit diplômé, major de sa classe, en 1905. C'est alors qu'il choisit le pseudonyme Goyo, en référence aux cinq pins aiguilles du jardin de son père, qu'il affectionnait particulièrement.

### Débuts (1905-1915)

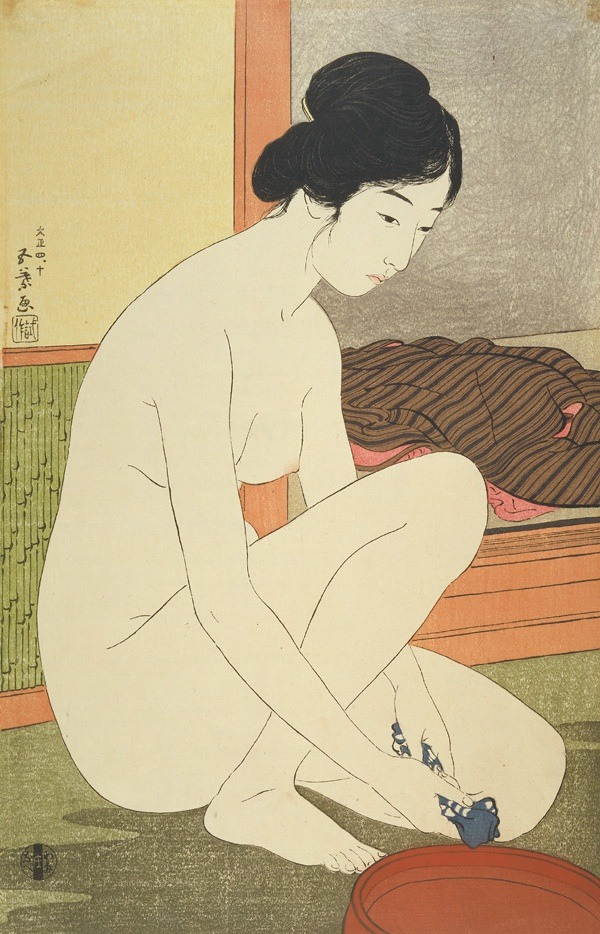
Femme au bain, 1915.

La première commande qu'on lui passa fut l'illustration et la mise en page du roman de Sōseki Natsume Je suis un chat en 1905. Par la suite, il fut amené à illustrer d'autres livres de Futabatei Shimei, Roan Uchida, Sōhei Morita, Jun'ichirō Tanizaki, Nagai Kafu et de Kyōka Izumi.
En 1907, Goyō fut remarqué pour une peinture à l'huile d'inspiration mythologique, le Manteau de plumes (Hagoromo), présentée à la première Bunten (exposition officielle du ministère de la Culture et de l'Education) ; toutefois, le public fut moins enthousiaste face à ses peintures à l'huile lors des expositions suivantes.
En 1911, il fut de nouveau remarqué pour une affiche ukiyo-e dessinée pour le grand magasin Mitsukoshi. Goyō devint alors un adepte sérieux de l'ukiyo-e. Il lut et étudia œuvres originales et reproductions. Son intérêt le porta notamment vers les grands artistes classiques ukiyo-e et il rédigea plusieurs articles sur Utamaro, Hiroshige et sur Harunobu. À partir de 1914, il contribua par d'autres articles à diverses études de l'ukiyo-e parues dans les magazines Journal de l'Art (Bijutsu shinpo) et Ukiyo-e.

### Période de création (1915-1921)

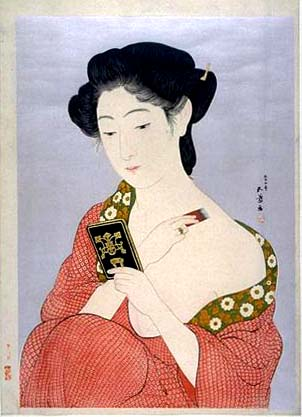
Femme se poudrant, 1918.

En 1915, poussé par l'éditeur Shin-Hanga Watanabe Shozaburo, il dessina une estampe destinée à être imprimée sous la direction de Watanabe : ce fut Le Bain (Yuami). Alors que Watanabe aspirait à poursuivre cette collaboration, Goyō en décida autrement. Il devint en 1916-1917 le superviseur de la reproduction de 12 tomes intitulés Estampes japonaises (Yamato nishiki-e) et s'appropria alors les techniques des artisans graveurs et imprimeurs. Parallèlement, il dessinait à partir de modèles vivants. À partir de 1918 et jusqu'à sa mort, il dirigea en personne la gravure, l'impression et l'édition de son propre travail. Pendant cette période, il réalisa 13 estampes - quatre paysages, une scène de nature représentant des canards et huit portraits de femme. Son œuvre compte donc quatorze estampes, si l'on inclut Le Bain.

### Maladie et mort

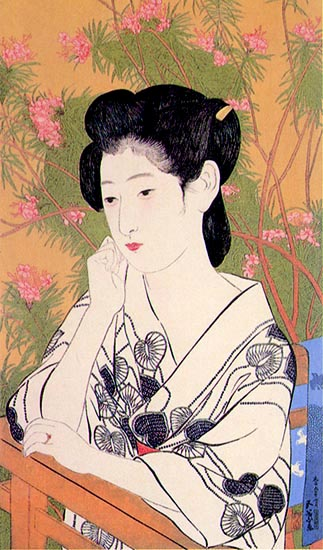
Hôtel de la source chaude, dont Goyō supervisa la création depuis son lit de mort, 1921.

À la fin des années 1920, Hashiguchi, dont la santé était déjà fragile, contracta une méningite. Il supervisa sa dernière œuvre L'Hôtel de la source chaude depuis son lit de mort, mais ne put l'achever en personne. Il mourut en février 1921. La mort prématurée du maître mettait fin à une brève période de deux années durant laquelle il avait produit tous ses chefs-d'œuvre.
Cependant, Goyō avait laissé plusieurs esquisses à partir desquels son frère aîné et son neveu créèrent sept autres estampes. La gravure et l'impression de celles-ci furent commandées à Maeda Kentaro et Hirai Koichi. Bien des années plus tard, le frère aîné de Goyō se servit d'autres dessins pour créer dix nouvelles estampes. Celles-ci furent éditées en nombre limité avec la même qualité que les estampes passées. L'impression fut supervisée par Hashiguchi Yasuo, le neveu de Goyō.

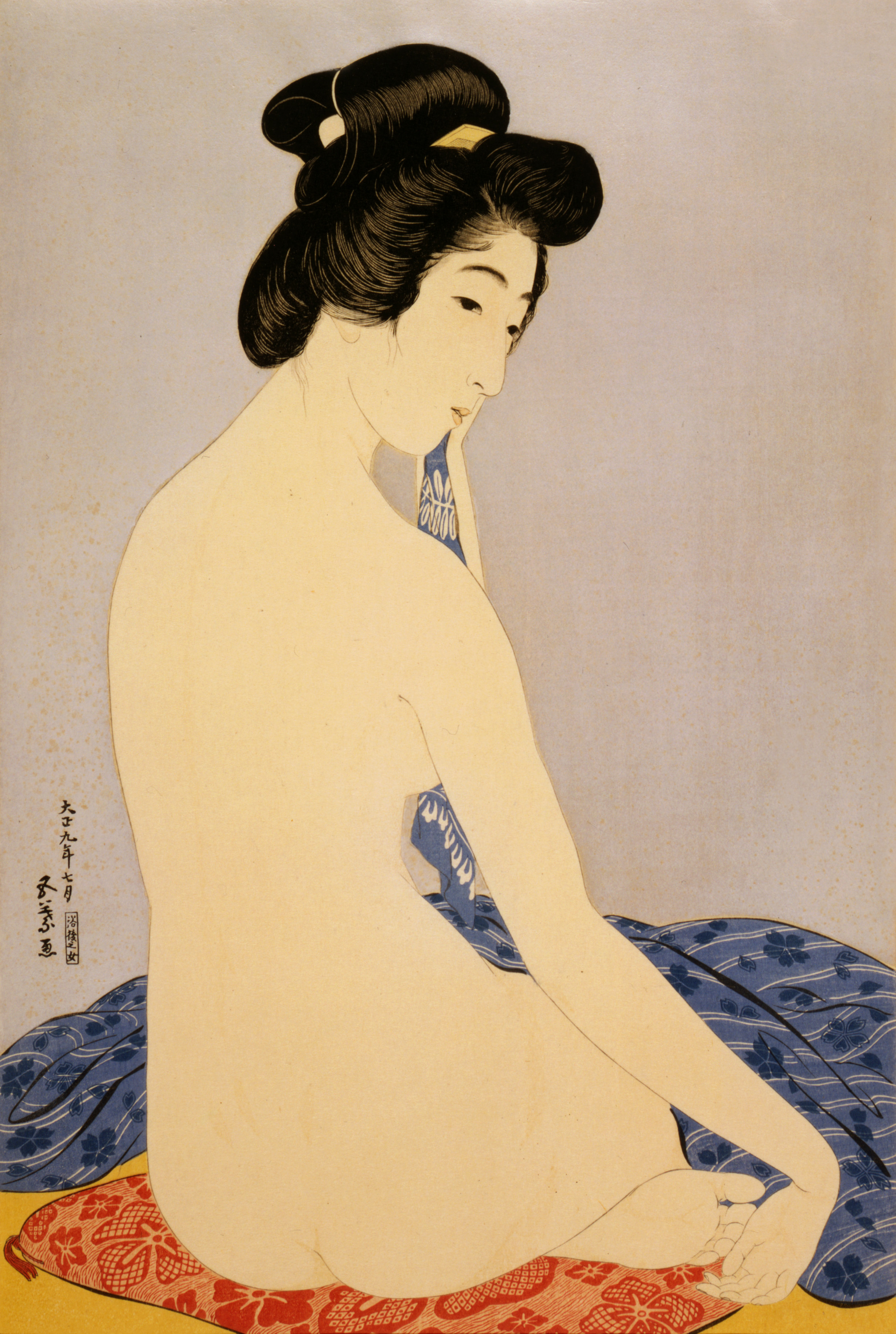
Femme sortant du bain, 1920

Les estampes de Goyō Hashiguchi sont d'une qualité technique extrême. Dès leur publication, elles furent vendues très facilement, en dépit de leurs prix très élevés. Les blocs de bois qui servirent à l'impression des quatorze estampes originales et une grande partie de ces estampes mêmes furent détruits durant le séisme de 1923 de Kantō. En conséquence, les œuvres de Goyō sont devenues de nos jours les plus prisées de toutes les estampes Shin-Hanga. Néanmoins, des réimpressions d'estampes de Goyō sont également aujourd'hui sur le marché, à un prix bien moindre. La plupart de ces réimpressions sont marquées d'un petit sceau dans les marges latérales, contrairement aux estampes originales.